# Emily Fields
Emily Catherine Fields est l'un des quatre personnages principaux de la série de romans Les Menteuses de Sara Shepard.
Dans la série télévisée Pretty Little Liars diffusée sur ABC Family depuis le 8 juin 2010, Emily est interprétée par l'actrice Shay Mitchell et a pour voix française Ingrid Donnadieu, tandis que sur la couverture des romans, elle est interprétée par Erin McQuatters.

## Biographie livresque
Lorsque Emily était en 6e, elle était amie avec Tori Barnes et faisait déjà partie de l'équipe de natation de l'Externat de Rosewood, dont elle est devenue la capitaine. À cette époque-là, elle admirait Alison DiLaurentis et rêvait de devenir son amie, mais celle-ci se moquait d'elle en la traitant de Shrek, avec Riley Wolfe et Naomi Zeigler, à cause de ses cheveux blonds verdâtres. Mais, plus tard dans l'année, Emily est devenue l'une des meilleures amies de « Alison » avec Spencer Hastings, Aria Montgomery et Hanna Marin. En devenant son amie, Emily s'est rendu compte qu'elle était amoureuse d'elle et l'a même embrassé. Pensant que c'est réciproque, Emily a essayé une nouvelle fois de l'embrasser mais « Alison » lui brise le cœur en lui disant qu'elle aime les garçons. Dès lors, « Ali » s'amuse à la taquiner en ne cessant de lui parler de ce garçon plus âgé qu'elle fréquente depuis un moment. Blessée, Emily reste tout de même très protectrice d'elle - voilà pourquoi « Ali » la surnommait toujours Brutus. Parmi les quatre filles, Emily est celle qui a été le plus anéantie par la disparition de « Ali ». Après la mystérieuse disparition de son amie, à la fin de leur année de 5e, Emily perd de vue Aria, Hanna et Spencer.
Trois ans plus tard, Emily sort avec Ben Coogan mais, lorsqu'elle fait la rencontre de Maya St Germain - la nouvelle qui s'est installée dans l'ancienne propriété des DiLaurentis, elle ne sait plus trop où elle en est dans sa vie amoureuse. Finalement, elle finit par se rapprocher de Maya jusqu'au jour où elles s'embrassent, lors d'une soirée chez les Kahn. Ben le découvre et tente de la violer. Heureusement, Toby Cavanaugh la sauve. Emily commence à être tourmenter par un dénommé « A » qui la menace de révéler à tout le monde qu'elle craque pour les filles. Refusant d'assumer son homosexualité, Emily coupe les ponts avec Maya et se rapproche de Toby. Après avoir soupçonné Toby d'être « A » et l'assassin de « Alison », Hanna, Spencer et Aria tentent d'empêcher Emily de sortir avec lui, mais celle-ci refuse de les écouter. À la fin de « Secrets », Toby se suicide.
Dans « Rumeurs », les quatre amies découvrent que « Alison » sortait secrètement avec Ian Thomas, l'ex-fiancé de Melissa Hastings, la sœur aînée de Spencer. Elles commencent à soupçonner Ian d'y être pour quelque chose dans la mort de leur amie. Pendant ce temps, Emily commence à fréquenter Maya et tient à ce que leur relation reste un secret. Mais, Maya lui met la pression en lui disant qu'elle ne souhaite pas vivre cachée plus longtemps. Lorsque Emily avoue tout à sa famille, celle-ci la renie et l'envoie dans l'Iowa chez son oncle et sa tante. Là-bas, les choses se passent mal et Emily s'enfuit pour revenir à Rosewood. Dans « Révélations », les filles découvrent que l'affaire Jenna n'était pas un accident et que « Alison » avait tout planifié avec l'intéressée pour se débarrasser de Toby - qui abusait sexuellement d'elle. Elles découvrent que « A » est Mona Vanderwaal, la meilleure amie d'Hanna et ancienne cible préférée de « Alison ». Après une bagarre avec Spencer, Mona est accidentellement tombée dans un ravin et s'est tuée. Entre-temps, la famille d'Emily accepte mieux son orientation sexuelle, mais elle rompt avec Maya.
Dans « Vengeances », Emily et ses trois anciennes amies se sont à nouveau perdues de vue. Lorsque les quatre anciennes amies sont à nouveau menacer par un nouveau « A », elles se serrent les coudes. Pendant ce temps, Emily fait la rencontre d'un jeune homme de son âge, Isaac Colbert, qu'elle commence rapidement à fréquenter. Elle va même perdre sa virginité avec lui. Alors que Spencer, Aria, Emily et Hanna se retrouvent piégées dans la grande des Hastings par un feu criminel, ces quatre dernières sont persuadées avoir vu « Alison » DiLaurentis dans cet incendie. La ville entière les prennent pour des folles et les surnomment les « Jolies Petites Menteuses ». À la fin de « Représailles », Hanna, Spencer, Emily et Aria se font arrêter pour le meurtre de « Alison » DiLaurentis. Finalement, les policiers les relâchent et leur révèlent qu'ils ont arrêté le véritable coupable, un dénommé Billy, qui travaillait à l'époque pour les DiLaurentis. Entre-temps, Emily découvre que la mère de son petit ami la déteste et, lorsqu'elle en parle à celui-ci, Isaac prend la défense de sa mère et croit que Emily ment. Plus tard, il vient lui présenter ses excuses et lui demande de lui laisser une seconde chance, mais Emily refuse.
Dans « Aveux », alors que les quatre anciennes amies et le reste des habitants de Rosewood pensent que l'affaire DiLaurentis est terminé, les DiLaurentis révèlent à toute la population de la ville qu'ils ont une fille cachée : Courtney DiLaurentis, qui s'avère être la sœur jumelle d'Alison. Ils expliquent que Courtney a été interné au Sanctuaire d’Addison-Stevens pendant quatre ans et demi et que cela explique pourquoi elle n’est que rarement venue à Rosewood. Courtney intègre très vite l'Externat de Rosewood et devient la nouvelle meilleure amie d'Hanna, Spencer, Aria et Emily. Plus tard, Courtney leur révèle à toutes les quatre, qu'elle est en réalité Alison et que sa sœur était une folle qui se faisait passer pour elle. Dès lors, « Courtney » et Emily commencent à flirter et s'embrassent à plusieurs reprises. « Courtney » lui avoue même qu'elle a toujours eu des sentiments pour elle. Aux anges, Emily pense alors qu'elle va pouvoir enfin sortir avec l'amour de sa vie. Mais, à la fin du huitième tome, « Courtney » tente d'assassiner Hanna, Spencer, Aria et Emily en les brûlant vive dans la maison des DiLaurentis dans les Poconos. Finalement, les quatre anciennes amies s'en sortent, sauf « Courtney ». Une fois que la ville entière a découvert que la « Alison » qu'ils pensaient connaître était en réalité Courtney, et que la vraie Alison est l'assassin de sa sœur jumelle, de Jenna Cavanaugh et de Ian Thomas, les quatre anciennes amies reprennent le cours normal de leur vie et décident de redevenir les meilleures amies du monde.
Dans « Récidives », Hanna, Spencer, Aria et Emily sont parties en vacances en Jamaïque avec Mike Montgomery, le petit ami d'Hanna, et Noel Kahn, le petit ami d'Aria. Cependant, là-bas, elles font la connaissance de Tabitha Clark, une jeune femme de leur âge qui ressemble étrangement à Alison DiLaurentis. Emily est alors convaincue que Alison a survécu à l'incendie des Poconos et qu'elle se fait passer pour quelqu'un d'autre. À la suite d'un drame, les Quatre Jeunes Femmes ne s'adressent plus la parole dès leur retour de la Jamaïque. Un an après le drame, Hanna, Spencer, Aria et Emily ont désormais 18 ans et ne s'adressent toujours pas la parole. Elles ont chacune leur vie et leurs secrets respectifs. Dès son retour de la Jamaïque, Emily abandonne la natation et devient le mouton noir de sa famille qui ne comprend pas pourquoi elle a fait ça. Emily est donc obligée de travailler afin de pouvoir financer ses études à l'université. Se sentant très seule depuis qu'elle a coupé les ponts avec Aria, Hanna et Spencer, Emily se trouve une nouvelle amie, Chloe Roland, qui l'engage comme baby-sitter pour garder sa petite sœur, Grace. Lorsque Chloe parle d'Emily à son père afin qu'il lui trouve un sponsor, Emily se confie à son amie. Elle lui révèle que, si elle a laissé tombé la natation pendant plusieurs mois, c'est parce qu'elle était enceinte de son ex-petit ami, Isaac. Durant sa grossesse, elle s'est cachée chez sa grande sœur, Carolyn, à New York et a accouché d'une petite fille, prénommée Violet, à la fin de l'été. Elle lui confie également que personne n'est au courant de cette histoire - pas même sa famille ou ses anciennes amies. Mais, lorsque Emily se fait harceler sexuellement par le père de sa nouvelle amie, Chloe est persuadée que c'est Emily qui drague son père et coupe définitivement les ponts avec elle. Entre-temps, les filles se font harceler par un nouveau « A » qui les menace de révéler à tout le monde ce qui s'est passé en Jamaïque un an plus tôt. On apprend plus tard que le drame en Jamaïque qui a causé la nouvelle séparation des quatre amies est en réalité un meurtre qu'elles ont accidentellement commis à l'hôtel où elles logeaient. En effet, alors qu'elles étaient toutes les quatre persuadées que Tabitha Clark était en réalité Alison DiLaurentis, elles l'ont poussé accidentellement du toit de leur hôtel et celle-ci s'est écrasée sur la plage 10 mètres plus bas. Affolées, elles ont cherché son corps dans tous les coins de la plage mais elles n'ont rien trouvé. Elles ont donc cru que Tabitha/Alison s'est enfuie. Mais, à la fin de « Récidives », les journaux annoncent que la police jamaïcaine a retrouvé les restes du cadavre de Tabitha Clark, une jeune femme originaire du New Jersey. Choquées et désemparées, Hanna, Aria, Emily et Spencer sont alors rongées par la culpabilité d'avoir tué une innocente.
Dans « Chantages », cela fait plus de deux semaines que les filles ont découvert que Tabitha n'était pas Alison, mais Emily est toujours persuadée que Alison est vivante et que c'est elle le nouveau « A ». Cependant, Aria, Spencer et Hanna ne la croient pas et lui disent que Alison est bien morte. Cependant, ce qu'elles ignorent, c'est que pendant l'incendie dans les Poconos, Emily a laissé la porte ouverte car elle ne se sentait pas capable de laisser Alison mourir ainsi. Elle a donc très bien pu s'échapper. Mais Emily ne veut pas le révéler à ses amies, car elles ne lui pardonneraient jamais. Entre-temps, lors d'une fête, Emily fait la rencontre d'une jeune fille prénommée Kay. Celles-ci se rapprochent et sortent brièvement ensemble. En parallèle, Spencer est persuadée que le nouveau « A » est son ancienne amie, Kelsey Pierce à la suite d'une erreur qu'elle a commise l'été dernier avec l'aide d'Hanna. En effet, afin d'avoir à nouveau de bonnes notes, Spencer et sa nouvelle amie Kelsey, ont commencé à se droguer en prenant du « A-facile ». Mais, un soir, elles se sont faites arrêtées par la police et, convaincue que Kelsey l'avait balancé, Spencer a demandé à Hanna de cacher le reste de la drogue dans la chambre de Kelsey. Hanna a accepté, mais Spencer a plus tard découverte que Kelsey ne l'avait pas balancé et qu'elle paierait à sa place. Alors que Kelsey est partie en maison de correction, Spencer a réussi ses examens et a été accepté à la fac de Princeton. Emily découvre que sa petite amie Kay est, en réalité, Kelsey. Cependant, elle ne pense pas qu'elle est « A ». Agacée par la naïveté de son amie, Spencer se dispute violemment avec Emily. À la suite des choses horribles que Spencer lui a dites, Emily a tout balancé à Kelsey au sujet de la drogue et cette dernière va alors se battre avec Spencer. Après avoir tenté de se suicider, Kelsey est envoyée au Sanctuaire d’Addison-Stevens. Alors qu’elles pensent que cette dernière était le nouveau « A » et que tout est bien fini, les quatre anciennes amies redeviennent amies. Mais elles découvrent que Tabitha Clark est une ancienne patiente du Sanctuaire d’Addison-Stevens et qu’il se pourrait qu’elle ait connu la vraie Alison DiLaurentis. À cet instant-là, elles reçoivent toutes un texto de « A » disant qu’elles ne le/la retrouveraient jamais.

## Biographie Série
Emily Fields est une nageuse très talentueuse, elle est la star de l'équipe de natation du lycée. Cependant, elle a vécu des moments difficiles dans le passé étant tombée amoureuse de son amie Alison DiLaurentis, avant la mort de cette dernière ; en effet les sentiments qu'éprouvait Emily n'étaient pas vraiment partagés par Alison (ou du moins c'est ce qu'elle pensait jusqu'à qu'Alison lui avoue les siens dans la saison 5). Lorsque Emily annonce à ses parents qu'elle est lesbienne, sa mère a du mal à gérer cette situation et accepte difficilement l'orientation sexuelle de sa fille. Mais dans la saison 2, Pam semble avoir accepté cette situation. Dans son groupe d'amies, Emily est la plus sensible. Elle est assez fragile ce qui fait d'elle une cible facile pour « A », comme elle l'était pour Alison. Mais depuis qu'elle assume sa sexualité elle a davantage pris confiance en elle et ça se sent. Ce n'est plus la Emily des débuts.
Cependant, Emily est facilement influençable.

### Saison 1
Un an avant le début de la série, Emily et ses trois amies Hanna Marin, Aria Montgomery et Spencer Hastings étaient meilleures amies avec Alison DiLaurentis, la fille la plus populaire et cruelle du lycée de Rosewood. Lors d'une soirée pyjama dans la grange de la famille de Spencer, Alison disparaît mystérieusement. Son corps n'est retrouvé qu'un an plus tard dans le sous-sol de la maison de cette dernière.
Dans le premier épisode de la série, Emily rencontre la nouvelle élève de Rosewood nommée Maya St. Germain qui vient d'emménager dans l'ancienne maison de la famille DiLaurentis. Emily et Maya deviennent de très grandes amies instantanément et elles se sont presque embrassées le jour suivant leur première rencontre. Lorsqu'un certain « A » débarque pour harceler Emily, Aria, Hanna et Spencer en les menaçant de révéler tous leurs secrets que seule Alison connaissait, Emily se pose des questions sur son orientation sexuelle et se rend compte qu'elle était amoureuse d'Alison. Après que Maya a passé une nuit chez Emily, Ben, le petit ami d'Emily, se rend compte que cette dernière n'est plus amoureuse de lui ; il a essayé de la violer dans les vestiaires du lycée mais Toby Cavanaugh intervient. Ne voulant pas faire face à son homosexualité et étant reconnaissante pour ce qu'il a fait, Emily se rapproche de Toby en dépit des mises en garde de ses amies qui croient qu'il est « A » et ainsi que l'assassin d'Alison.
Emily va au bal de la rentrée avec Toby au grand dam de ses amies ; Emily révèle plus tard à Toby qu'elle aurait beaucoup aimé venir à cette soirée avec Maya. Convaincue par ses amies sur le fait que Toby est dangereux, les deux commencent à se disputer violemment et alors qu'Emily tente de s'enfuir en courant, elle tombe, se blessant à la tête, et se retrouve inconsciente. Toby la conduit à l'hôpital et Emily finit par croire qu'il est innocent. Lorsqu'une alerte à la tornade piège tout le monde à l'intérieur du lycée, Emily est hantée par le souvenir d'Alison. Ce jour-là, le détective Darren Wilden l'accuse d'avoir saccagé le mémorial d'Alison dans le parc alors qu'en réalité, elle essayait de le reconstruire avec tout ce qu'elle a pu trouver. En larmes, Emily révèle à ses amies qu'elle était amoureuse d'Alison et bien qu'elles soient surprises, elles acceptent le fait qu'elle soit lesbienne. Plus tard, « A » envoie une copie de la photo d'Emily où elle embrasse Maya à sa mère, Pam. Bien qu'elle soit dévastée, elle n'en parle pas à Emily, mais elle montre la photo à son père Wayne lorsque ce dernier revient de son service militaire en Afghanistan.
Toby lui rend visite pour lui prouver qu'il est innocent de la mort d'Alison mais quand la police débarque pour l'embarquer, il pense qu'elle en est responsable. Croyant qu'Emily est en couple avec Toby, son père Wayne lui en parle ; après lui avoir nié toute liaison, Emily finit par lui avouer qu'elle est lesbienne ce qui le choque. Sa relation avec ses parents devient vite tendue à cause de son coming out, mais ils tentent d'accepter la situation en invitant Maya à dîner. Cependant, Wayne se montre très froid envers Maya et Pam lui dit que le fait qu'Emily soit lesbienne lui répugne. Croyant que Maya a corrompu Emily, Pam envoie Maya dans un camp pour jeunes délinquants ce qui fragilise encore plus sa relation avec sa fille, Emily.
Après une brève pause, Emily rejoint l'équipe de natation du lycée et se retrouve en rivalité avec Paige McCullers, une excellente nageuse qui prenait la place d'Emily durant son absence. Se sentant en compétition avec elle, Paige se déchaîne sur Emily avec des insultes homophobes et la menace même physiquement. Un peu plus tard, Paige présente ses excuse à Emily pour son comportement, lui expliquant qu'elle était jalouse d'elle. Après que le père homophobe et sévère de Paige accuse Emily d'avoir obtenu un traitement préférentiel, Pam défend sa fille devant le lycée ce qui aide à recoller les morceaux entre elles. Plus tard, Paige présentes ses excuse à Emily pour le comportement de son père et l'embrasse. Paige et Emily commencent alors à se voir en secret. Mais lorsque Paige lui dit que leur relation doit rester secrète, Emily rompt avec elle en lui disant qu'elle s'est longtemps cachée car elle avait honte d'être lesbienne et que maintenant qu'elle accepte enfin ce qu'elle est, elle ne veut pas recommencer à se cacher. Bien que tout soit terminé entre elles, Paige se montre jalouse lorsque Emily flirte avec une fille du lycée, Samara.
Lorsque son père est envoyé en mission militaire à Fort Worth au Texas, sa mère lui révèle qu'elles déménagent pour le suivre au Texas. Emily est consternée car elle se sentait tout juste intégrée à Rosewood.
Emily se souvient d'une boule à neige cadeau que lui avait offerte Alison en cadeau le jour de sa disparition. Mais Emily ignorait à l'époque que, cachée sous le globe, se trouvait une clé. Grâce à cette clé, les filles découvrent une série de vidéos filmées par Ian Thomas. Elles pensent alors qu'il est le meurtrier d'Alison, alors les quatre amies montent un plan contre lui. Mais leur plan échoue lorsque « A » tue Ian et retire son corps des lieux du crime. Toute la ville pense alors qu'il s'agit d'une mascarade de la part des quatre amies.

### Saison 2
Emily tente de convaincre sa mère de la laisser à Rosewood mais qu'elle parte quand même à Fort Worth en écrivant une fausse lettre de la part d'une université ; se disant que c'est malsain de mentir à sa mère, elle déchire la lettre. Cependant, « A » fait une copie de la lettre écrite par Emily et l'envoie à sa mère qui décide de la laisser à Rosewood. Mais Emily confie tout de même à Samara, sa nouvelle petite amie, qu'elle se sent coupable pour la lettre. Lorsque sa mère s'installe temporairement avec son père au Texas, Emily s'installe chez Hanna.
Ian est retrouvé mort dans une grange, laissant croire qu'il s'agit d'un suicide. Mais Emily remarque que la lettre qu'Ian a laissée a en fait été écrite par « A ». Emily bute alors sur Logan Reed, le messager qui avait été envoyé pour ramasser l'argent pour Ian, après que les filles les ont fait chanter afin de révéler comme le meurtrier d'Alison. Lorsqu'Emily révèle cette information à l'officier Garrett qui est envoyé pour « surveiller » les filles, il paye Logan pour la faire taire, ordonnant à Emily de ne faire aucune recherche. La romance entre Emily et Samara commence à se fragiliser lorsque Samara lui dit qu'elle n'est pas intéressée par des relations exclusives ; plus tard, elles se séparent après que « A » a forcé Emily à draguer une amie de Samara sous les yeux de cette dernière.
« A » conclut qu'Emily est le « maillon faible » du groupe d'amies et commence à la tourmenter autant que possible. Cela, plus le stress et la culpabilité à propos de la fausse lettre de l'université, conduit Emily à l'hôpital avec un ulcère à l'estomac. Il a ensuite été révélé que « A » a secrètement dosé les crèmes de peau d'Emily d'hormone de croissance afin de ruiner la seule chance d'Emily pour obtenir une bourse pour l'université. Emily reprend ensuite contact avec Maya, qui est revenue à Rosewood du camp pour jeunes délinquants. Elles décident de prendre le temps de voir si elles sont prêtes à se remettre ensemble.
Le docteur Sullivan, la thérapeute des quatre amies, disparaît et les filles sont forcées de faire une mission afin de la sauver. « A » conduit Emily à une grange dans les bois ; elle y finit enfermée et s'évanouit à cause du monoxyde de carbone. Emily reçoit la visite d'Alison qui lui dit qu'elle sait qui est « A » mais qu'elle ne peut pas le révéler. Cette dernière l'embrasse avant de disparaître. Emily se réveille entourée de ses amies et leur dit que ce rêve semblait si réel qu'elle ignorait si c'était la réalité ou juste un rêve. Plus tard dans la soirée, les quatre amies sont arrêtées par la police qui les accuse du meurtre d'Alison.
Un mois après leur arrestation, Aria, Hanna, Spencer et Emily essayent de piéger « A » en faisant croire qu'Emily ne fait plus partie du groupe. Le plan fonctionne ; après que « A » propose à Emily de faire équipe ensemble, les filles obtiennent son téléphone portable. Alors que sa relation avec Maya, avec qui elle s'est remise en couple, devient parfaite, Maya disparaît juste après une dispute avec Emily. Cette dernière pense alors que Maya fuit encore une fois la situation et croit qu'elle est partie rejoindre ses amis à San Francisco. Emily tente de la joindre sur son portable mais elle ne décroche pas. Un jour, Emily reçoit un texto de Maya lui disant « Ne t'en fais pas, je vais bien ». Elle arrête donc de la chercher. À la sortie d'un restaurant, Emily croise Paige qui espère pouvoir se remettre avec elle mais Emily ne veut pas étant toujours amoureuse de Maya.
Wayne Fields revient brièvement à Rosewood pour le bal spécial pères/filles. Ce dernier lui annonce qu'il part de nouveau en mission en Afghanistan. Après son départ, Pam décide de revenir s'installer à Rosewood.
En préparant le bal de fin d'année, Emily et Paige ont une discussion où elles se mettent d'accord sur le fait que pour l'instant, elles ne restent qu'amies. Dans cet épisode, qui est le dernier de la saison 2, il a été révélé que « A » est Mona Vanderwaal. Après le bal de fin d'année, Pam apprend à Emily que Maya a été assassinée et qu'ils ont retrouvé son corps dans la maison des DiLaurentis. Emily s'effondre et est consolée par ses amies.

### Saison 3
Cela fait maintenant cinq mois que les filles ont découvert que Mona est « A » et que Garrett Reynolds est l'assassin d'Alison.
Lors d'une soirée pyjama dans la grange de la famille de Spencer, Emily se fait piéger lorsque quelqu'un lui envoie un message du portable de Spencer en lui disant de venir la rejoindre au cimetière. C'est alors qu'elles découvrent que le corps d'Alison a été déterré et qu'Emily pourrait être tenue pour responsable car elle était sur les lieux du crime bien avant qu'Hanna, Spencer et Aria la rejoignent. Les quatre amies se mettent d'accord pour faire comme si cette soirée n'est jamais arrivée d'autant plus qu'Emily ne se souvient de rien. Plus tard, Emily révèle à Toby que pendant toutes les vacances d'été, elle n'a pas arrêté de faire la fête et de se saouler afin d'oublier Maya.
Plus tard, Emily se souviendra que le soir où quelqu'un la piéger au cimetière, c'est Jenna Marshall qui était au volant. C'est alors que les quatre amies découvrent que Jenna n'est plus aveugle depuis longtemps. 
Dans le quatrième épisode, Emily se fait engager comme barman au bar The Brew de Rosewood. Lors de son premier jour, elle rencontre Nate, le cousin de Maya, avec qui elle se lie d'amitié.
Dans l'épisode suivant, lors d'un vide grenier à l'église, Hanna trouve la veste qu'Emily portait la nuit où le corps d'Alison a été déterré. Par la suite, Hanna va avec Emily à une fête à l'église avec un plan pour piéger « A ». Hanna est surprise lorsqu'Emily lui révèle que Holden Strauss est peut-être celui qui l'a droguée « cette nuit-là » car il ne sait pratiquement rien sur elles.
Dans l'épisode 7, Emily, Spencer, Aria et Hanna font la rencontre de CeCe Drake qui s'avère être une vieille amie proche d'Alison. Les quatre amies sympathisent alors avec CeCe qui est alors plus âgée qu'elles. 
Grâce à Mona, Hanna et Aria trouve un site Internet qui se trouve être le website de Maya. Après que Caleb a piraté le website afin de trouver le mot de passe, Emily retrouve plusieurs vidéos et photos de Maya. Dans l'épisode 8, Paige déclare à Emily que le soir où le corps d'Ali a été déterré, elle était avec elle. Paige lui annonce même qu'elle l'a embrassé mais que lorsqu'elle est allée dans la cuisine puis qu'elle est revenue, Emily n'était plus là. Emily lui reproche de ne pas lui voir dit plus tôt et s'en va. Plus tard, Emily se rend chez Paige et lui déclare que ce soir-là, elle était à sa recherche. Elles s'embrassent et se remettent ensemble.
Dans l'épisode 10, les quatre amies retrouvent une lettre de Maya adressée à Emily. Selon cette lettre, Maya aurait découverte quelque chose d'important et elle comptait le dire à Emily. En lisant la lettre, Emily se rend compte qu'elle a écrit la lettre le jour de sa mort.
En parallèle, Nate invite Emily à un concert et à ce moment-là, il voit Jenna embrasser Noel Kahn. Il s'énerve et s'en va. Plus tard, Emily trouve Nate assit sur sa terrasse et ce dernier lui explique qu'il ne s'est jamais énervé comme ça auparavant et que depuis la mort de Maya, il se sent différent. Lorsque Nate commence à pleurer, Emily le prend dans ses bras puis ils s'embrassent. Après ce baiser, Emily se sent confuse et Nate lui révèle que ça fait longtemps qu'il voulait l'embrasser et qu'il ne s'est pas senti aussi proche de quelqu'un depuis longtemps.
Dans l'épisode 11, Spencer apprend par CeCe Drake que Paige a un passé violent avec Alison car elle était obsédée par Emily. Spencer est alors persuadée que Paige est l'assassin d'Alison et de Maya. Lorsqu'elle conseille à Emily de se méfier de Paige, Emily s'énerve et refuse de suivre son conseil. Plus tard, lorsque Hanna et Spencer vont faire du shopping à la boutique de CeCe, elles sont rejointes par Emily qui a amené Paige. Lorsque Emily et Paige vont essayer des vêtements dans un vestiaire, Hanna et Spencer en profitent pour fouiller dans le sac de Paige. À ce moment-là, Emily et Paige reviennent et lorsque Emily comprend ce qu'elles ont fait, elle s'en va avec Paige. Alors qu'Hanna s'inquiète de peut-être perdre la confiance d'Emily, Spencer l'a rassure en lui disant qu'elle vient de trouver une preuve dans le sac de Paige. Plus tard, Spencer se retrouve enfermée dans un vestiaire avec des vipères et est sauvée par CeCe. Spencer se rend chez Hanna et lui révèle qu'elle est persuadée que c'est Paige qui a fait tout ça car elle a employé le mot « vipère » à la place de Paige lorsqu'elle a conseillé à Emily de se méfier d'elle. Hanna lui dit qu'elle n'irait peut-être pas jusque-là vu qu'elle est amoureuse d'Emily, mais Spencer lui dit qu'elle est tellement obsédée par Emily depuis des années, qu'elle était jalouse d'Alison et de Maya et qu'elle jure que sur la vidéo de surveillance que leur a envoyée Noel Kahn, c'est un bras de femme que l'on voit tirer Maya par derrière.
En parallèle, Nate pense entamer une vraie relation amoureuse avec Emily mais celle-ci lui dit qu'ils devraient simplement rester amis. Déçu et en colère, Nate lui dit qu'elle a beaucoup plus de points communs avec Maya qu'il ne le pensait. Lorsqu'elle lui demande ce que cela signifie, il déclare que cette situation lui fait penser à Maya, lorsqu'elle était dans sa voiture et qu'elle tenait le même discours à vingt garçons différents. À ce moment-là, Emily s'en va et lui dit qu'ils parleront plus tard.
Dans l'épisode 12, après que Hanna, Aria et Spencer ont tenté de l'avertir que Paige était peut-être « A » ainsi que l'assassin de Maya, Emily décide de ne plus leur parler. Plus tard, Emily se fait enlever par Nate qui est en réalité l'assassin de Maya et non son cousin. Son vrai nom n'est pas Nate St Germain mais Lyndon James et il accuse Emily de lui avoir volé Maya et d'avoir joué avec lui. « Nate » s'apprête alors à tuer Paige mais Emily s'enfuit et « Nate » se met à courir après elle. « Nate » tente alors de la tuer avec un couteau mais après un combat, Emily le tue en lui enfonçant le couteau dans la poitrine. « Nate » meurt sur le coup. À ce moment-là, Caleb arrive pour la sauver et découvre Emily en pleurs avec le couteau à la main. Caleb pose son revolver afin de la réconforter. Mais à cet instant-là, Caleb se fait tirer dessus. La police débarque et une ambulance embarque le corps de « Nate » ainsi que Caleb, qui est blessé. Emily se fait interroger par la police mais elle refuse de répondre aux questions voyant que Hanna est dévastée. Paige intervient afin qu'Emily puisse courir vers Hanna la réconforter. Toutes quatre se réconcilient.
À la fin de l'épisode, il est révélé que Toby Cavanaugh fait partie de l'équipe « A » mais les quatre amies l'ignorent complètement.
Dans l'épisode 13, lors de la fête d'Halloween, Garrett Reynolds raconte à Spencer quelque chose de très important à propos de la nuit où elle a disparu. Pendant que Melissa et Ian étaient toujours dans la chambre d'Ali, Garrett était avec Jenna chez les DiLaurentis dans l'arrière-cour. Alison et Jenna commencent alors à se battre, soudain, Jenna attrape une crosse de hockey et s'apprête à frapper Ali avec mais Garrett lui prend le bâton des mains. Garrett a fait semblant de frapper Ali - alors qu'il frappait l'arbre pendant qu'Ali était assise par terre. Lorsque Garrett s'est arrêté de frapper l'arbre, Jenna lui a demandé « Ça y est ? Tu l'as tué ? » et Garrett lui a fait croire que oui. Un peu plus tard, Garrett est revenu chez Ali pour voir si elle allait bien mais à ce moment-là, elle était en train de parler avec Byron Montgomery. Elle était en train de le menacer vis-à-vis de sa liaison avec Meredith. Byron lui a lancé « Tu fais des choses d'adultes alors que tu n'es qu'une gamine » puis Ali a éclaté de rire en lui répondant « Vous savez de quoi je suis capable ! ». Après ce flashback, Spencer va chercher Aria pour qu'il lui raconte tout mais elle est introuvable. Aria s'est fait kidnapper par « A » puis enfermée dans un coffre avec le corps de Garrett Reynolds. Elle est sauvée par Spencer, Emily et Hanna. Peu après l'arrivée de la police, Toby Cavanaugh et Noel Kahn commencent à se battre et lorsque Toby pousse Noel sur l'applicateur de froid, ils ont retrouvé le corps d'Alison à l'intérieur dans un sac mortuaire. Dans ce même épisode, Emily révèle tout à propos de « A » à Paige.
Dans l'épisode 14, Emily est constamment surveillée par son père qui s'inquiète pour elle. Après que celui-ci a installé une alarme à sa fenêtre, Emily a une conversation avec son père afin qu'il ne s'inquiète plus pour elle. Peu après, elle reçoit un texto d'Hanna disant que Mona est sortie de Radley et qu'elle revient à Rosewood High. Au lycée, Hanna, Emily, Spencer et Aria découvrent que le manager terrifiant du Lost Woods Resort, Harold Crane, est maintenant le concierge du lycée. Elles l'ont surpris en train de parler avec Mona. Plus tard, elles se sont faufilées dans son bureau et ont trouvé le journal intime d'Ali. À l'intérieur, elles trouvent une page où Ali parle de Byron. Pendant qu'Aria lit cette page, un flashback montre Ali dans le bureau de Byron avec ce dernier ; alors qu'elle regarde par la fenêtre, Ali dit à Byron « Alors vous êtes maintenant chef de département. Vous êtes un homme de pouvoir M.Montgomery ». Lorsque Byron voit où elle veut en venir, il lui dit « On ne va pas avoir de nouveau cette conversation ici » et Ali lui répond « Très bien. Je préfère ne pas en parler. Mais ça va vous coûter cher. La même somme me va », ce qui signifie que cela avait eu lieu auparavant. Byron a l'air un peu anxieux mais il lui dit qu'elle n'a pas de chance et que Meredith ne fait plus partie de sa vie. Alison lui répond que cela ne signifie pas que sa liaison ne représentait pas un problème et qu'Ella serait anéantie quand même. Byron lui ordonne de partir mais Ali réplique « Si une étudiante appelait un doyen et lui racontait que Meredith a flippé parce que l'un de ses professeurs s'est appuyé sur elle, après qu'il… » Ali fut interrompu par Byron qui lui dit que si jamais elle appelle un doyen, elle allait le regretter. Ali ne semble vraiment pas effrayée et appelle Ella. Byron lui arrache le téléphone des mains et lui serre le poignet. Ali lui dit qu'elle appellerait Ella lorsqu'elle sera seule et Byron lui répond qu'il ne peut toujours pas lui donner l'argent sinon Ella le remarquerait. Ali lui dit qu'il aura le temps de trouver un moyen de prendre cet argent car elle s'en va pour le weekend (le weekend où elle a fait croire aux filles qu'elle était chez sa grand-mère en Géorgie alors qu'elle était à Hilton Head avec Ian). En partant, Ali lui dit qu'ils se verront après ce weekend. Byron a l'air très inquiet.
Dans l'épisode 15, Emily propose à Paige de l'accompagner à une fête dans les bois mais Paige lui répond que depuis l'incident à la fête d'Halloween, ses parents sont très stricts. Emily réussit à la convaincre de l'accompagner et lui promet qu'elles partiront tôt. Le soir même, sur le trajet, Paige demande à Emily de se garer sur le côté car elle fait une crise de panique. Paige lui avoue qu'elle a menti ; ses parents ne sont pas stricts envers elle depuis la fête d'Halloween, mais c'est elle qui a beaucoup de mal à sortir de chez elle car elle a constamment peur. La mort de Garrett lui a causé beaucoup d'inquiétude et elle se demande, depuis, quand le prochain drame aura lieu. Emily essaye de la calmer et lui propose d'aller marcher. Lorsqu'elles retournent à la voiture, elles remarquent qu'un des pneus a été crevé. Soudain, Emily voit une personne habillée tout en noir avec une capuche et lui court après. Paige lui dit que ça ne sert à rien et lui demande de partir. Emily regarde autour d'elle et finit par accepter de partir. Au moment où elles partent, il est révélé que la personne habillée tout en noir avec une capuche n'est autre que Toby. Avec ce qui s'est passé, Paige reste dormir chez Emily ; Paige est impressionnée par le courage d'Emily et Emily lui demande de voir une thérapeute.
Dans l'épisode 16, Aria est bloquée chez elle à cause de la grippe et reçoit la visite de Spencer, Hanna et Emily. Elle déclare à ses amies que si son père est bien impliqué dans le meurtre d'Alison, sa famille a donc plus de secrets qu'elle ne peut en supporter. Entre-temps, Emily aide Spencer à préparer une surprise pour Toby pour l'anniversaire de leur première année ensemble. Au lycée, pendant le déjeuner, Emily demande à Paige si elle est allée voir un thérapeute et Paige lui répond qu'elle a trouvé quelqu'un à qui parler. Juste après, Hanna demande à Emily de suivre Caleb car elle pense qu'il lui cache quelque chose ; Emily accepte de le suivre. Après les cours, Emily suit Caleb et ce dernier se rend au café The Brew mais à ce moment-là, Emily reçoit un texto de Spencer qui lui demande de venir en toute urgence et Emily n'a donc pas le temps de voir que la personne avec qui Caleb parle dans ce café est Paige. Emily se rend chez Hanna et apprend qu'elle a été attaqué par « A » et qu'il/elle a laissé tomber une clé de sa poche en partant. Juste après, Emily et Hanna vont chez Aria car elles n'ont pas eu de nouvelles d'elle de toute la journée. Lorsqu'elles entrent dans sa chambre, Meredith arrive et leur dit qu'Aria est au sous-sol. Emily et Hanna trouvent Aria évanouit et elles se retrouvent toutes les trois enfermées au sous-sol. Un peu plus tard, elles sont sauvées par Byron qui déclare aux trois amies qu'il a appelé la police et leur affirme qu'il n'a pas tué Alison et leur expliquent ce qui s'est passé entre eux le soir où elle a disparu ; Byron déclare à Ali qu'il n'a toujours pas l'argent et Ali lui dit que s'il ne lui donne pas, elle raconterait tout à Ella. Byron lui dit qu'elle ne serait pas capable de faire une telle chose à Aria, et qu'elle n'est pas si mauvaise au fond mais, Ali réplique « Alors vous ne me connaissez vraiment pas ! ». Byron lui dit qu'il ne lui donnera pas cet argent et, lorsqu'il commence à partir, il voit Melissa sortir de la grange en train de parler à quelqu'un au téléphone et dire à cette personne « Est-ce que je dois appeler le 911 pour avoir ton attention ?! », mais Ali ne remarque pas Melissa.
Dans l'épisode 17, Emily trouve un papier sur lequel Alison a eu une conversation avec une fille (dont le nom n'est pas mentionné sur le papier) à propos d'un certain « beach hottie » et va voir Spencer pour qu'elle le lise. Mais Spencer refuse et lui dit qu'elle ne comprend pas pourquoi elles devraient être loyales envers Alison alors qu'elle ne l'a jamais été avec qui que ce soit. Emily lui dit de lire tout de même le papier car Alison mentionne Toby. Spencer lit le papier et un flashback montre Ali et Toby en train de parler — Ali rendait visite à Toby au centre d'accueil. Ali lui montre tous les messages que « A » lui a envoyés jusqu'à présent et lui demande d'arrêter, mais Toby lui affirme que ce n'est pas lui qui lui envoie tous ces messages anonymes. Ali lui demande pourquoi elle est la seule à recevoir tous ces messages et non ses amies car elles ont également participé à l'explosion qui a rendu Jenna aveugle. Toby lui répond qu'il aimerait savoir qui lui envoie ces messages afin de pouvoir travailler avec cette personne. Ali réplique en se moquant : « Je parie que tu aurais aimé m'embrasser quand tu en as eu l'occasion ». Toby fait signe aux gardiens de la faire sortir. Après ce flashback, Spencer se met à pleurer et Emily la réconforte. Elle lui avoue qu'elle a rompu avec Toby mais qu'elle n'est pas encore prête à lui dire la raison. Plus tard, Emily va voir CeCe et lui parle du papier. CeCe lui raconte qu'un soir, alors qu'elle faisait la fête avec des amis, elle a vu Ali arriver en larmes et paniquée. Ali lui annonce qu'elle est peut-être enceinte de deux semaines. CeCe lui demande si elle en a parlé au garçon concerné mais Ali lui dit que si jamais il l'apprennait, il la tuerait. Après ce flashback, Emily demande à CeCe qui est ce garçon qu'elle surnomme « beach hottie » (qui est également le père de son enfant) mais CeCe lui répond qu'Ali ne lui a jamais dit son nom et que tout ce qu'elle savait c'est qu'elle avait rencontré ce garçon pendant ses vacances à Cap May. Juste après, Emily va voir Aria pour lui annoncer qu'Ali était probablement enceinte lorsqu'elle a été tué. Aria se demande alors pourquoi sa grossesse n'a pas été mentionné lors de l'autopsie. Emily lui répond que si elle était vraiment enceinte de seulement deux semaines, sa grossesse a pu ne pas être vu par les médecins lors de l'autopsie. Au poste de police, Hanna croise Emily qui s'étonne de la voir ici. Hanna lui raconte que si elle est là c'est parce qu'elle était en boite et que le barman pensait qu'elle avait bu de l'alcool. Lorsque Emily lui demande pourquoi elle était dans un bar, Hanna ment en lui répondant que c'était juste pour s'amuser. À son tour, Emily révèle à Hanna que CeCe lui a annoncé qu'Alison était probablement enceinte lorsqu'elle a été tué et que le père de l'enfant est inconnu, mais Alison l'avait rencontré pendant ses vacances d'été à Cap May. Lorsque Emily et Hanna tombe sur une photo du Détective Wilden à Cap May, elles se demandent s'il n'est pas le père de l'enfant d'Alison.
Dans l'épisode 18, Emily s'arrête au poste de police afin de photographier la photo de Darren Wilden à Cap May mais la photo a été retirée. Elle se rend chez Spencer pour lui raconter et sort une carte postale de Paris qu'Alison lui avait donné. Derrière cette carte, « A » a écrit en français : « Arrête de creuser. La police sait déjà que c'est toi qui est capable de meurtre. –A ». Emily s'apprête à partir mais elle voit toutes les affaires de Toby emballées dans des cartons à l'entrée de la chambre de Spencer ; cette dernière lui avoue qu'elle va tout jeter. Emily lui dit qu'elle respecte son choix de ne pas en parler mais elle voudrait quand même comprendre ce qui s'est passé entre eux. Spencer lui répète qu'elle n'est pas prête à en parler. Un peu plus tard dans la journée, Emily va voir Dr Anne Sullivan pour une thérapie afin de l'aider à surmonter la mort de Lyndon James. Pour cela, Anne utilise l'hypnothérapie sur Emily, mais au lieu de se souvenir du meurtre de Lyndon, Emily se souvient de quelque chose qui s'est passé la nuit où Alison a disparu ; Emily se voit marcher, en colère, dans le noir vers l'arrière-cour d'Alison. Ali se retourne, effrayé, et lui dit « On ne devrait pas faire ça. On ne devrait pas être là. » Soudain, elle hurle et tombe en arrière. Emily ne fait pas attention à ses cris et la frappe avec une pelle. Persuadée que c'est elle qui a tué Alison, Emily rentre chez elle et regarde la carte postale de Paris que « A » lui a envoyé ; elle se souvient alors qu'une fois, elle était seule avec Alison dans une salle de classe et pendant qu'Emily travaillait, Alison regardait des cartes postales de plusieurs villes et en voyant celle de Paris, elle suggère à Emily de s'enfuir toutes les deux là-bas. Emily pense alors qu'elle plaisante et lui demande « Pour combien de temps ? ». Alison se tourne vers elle et lui répond en souriant « Que dirais-tu de « pour toujours » ? ».
 Plus tard, Emily se rend compte que ce qu'elle a vu pendant sa séance d'hypnothérapie, ne s'est pas passé la nuit où Ali a disparu mais plutôt la nuit où le corps d'Ali a été déterré ; elle se souvient que, pendant que « A » déterrait le corps d'Ali, Emily, effrayé, lui disait « On ne devrait pas faire ça. On ne devrait pas être là. » Lorsqu'elle s'est mise à hurler, « A » lui a mis la main devant la bouche pour la faire taire. Soudain, au loin, Emily a vu une fille blonde avec un manteau rouge. Après ce flashback, Emily dit alors à Hanna et Aria que c'est elle qui est le leader de la « Team A » et qu'il se pourrait que ce soit Alison.
Dans l'épisode 19, Emily, Aria et Hanna parlent de Spencer et se rendent compte qu'elle souffre depuis sa rupture avec Toby. Peu après, elle va voir CeCe et lui demande si Darren Wilden est le « beach hottie » mais CeCe évite le sujet en lui répondant qu'il faut qu'elle s'en aille. Emily se rend donc chez Spencer et trouve cette dernière à moitié nue avec Andrew, membre de l'équipe de décathlon, dans le salon. Andrew s'en va et Emily avoue à Spencer qu'elle trouve qu'elle a changé depuis quelques semaines. Lorsqu'elle lui demande si son changement d'attitude à avoir avec Toby, Spencer lui répond que non. En colère, Emily lui dit qu'elle ne sait pas ce que c'est que d'avoir vraiment mal mais que, malgré la douleur, il faut se relever car elle n'est pas seule. Spencer lui répond que la Spencer d'avant est partie et qu'elle a changé. Emily lui demande ce qui se passe avec Toby car lorsqu'elle l'appelle, il ne décroche pas. Spencer lui dit de ne plus parler à Toby mais Emily lui dit qu'il est son meilleur ami.
 Emily va voir Jason et, ensemble, ils tentent de savoir ce qui s'est réellement passé à Cap May. Ils se rendent à l'ancien bureau du père de Jason et Alison et trouvent pleins de cartons remplis de photos d'Ali. Soudain, Emily tombe sur une photo d'Alison avec Darren Wilden et CeCe. Ils prennent la photo et une fois dans l'ascenseur, quelqu'un bloque l'ascenseur. Grâce à Jason, Emily a pu s'échapper mais au moment où Jason s'apprêtait à passer, les portes de l'ascenseur se referment et l'ascenseur va s'écraser en bas. Jason survit et est transporté d'urgence à l'hôpital. Emily lui dit qu'elle n'arrive pas à croire qu'il ait survécu à un tel crash. Jason lui demande d'aller lui chercher un verre d'eau et Emily va voir Hanna, Aria et Spencer dans la salle d'attente. Spencer et Emily se réconcilient. Lorsque les quatre amies reviennent dans la chambre de Jason, celui-ci s'est échappé de l'hôpital.
Dans l'épisode 20, Emily déclare à Hanna que Jason lui a envoyé un texto pour lui dire qu'il reste pendant quelques jours chez un ami. En parallèle, Emily pense que Paige a des sentiments pour Shana mais plus tard, Paige lui avoue que Shana est son ex-petite amie mais que tout est bien finit entre elles.
Dans l'épisode 21, Aria et Emily sont sous le choc d'apprendre que Toby fait partie de la « Team A ». Aria se sent mal pour Spencer pendant qu'Emily refuse de croire que Toby n'a jamais aimé Spencer et qu'il leur veut du mal. Tandis qu'Emily tente de la convaincre que Toby est peut-être forcé de faire partie de la « Team A » car Mona a peut-être quelque chose contre lui, Spencer lui dit que s'il l'aimait vraiment, il aurait laissé toutes les choses dans la chambre lorsqu'elle a découvert la tanière de « A » et il ne l'aurait pas laissé pleurer devant sa porte pendant des heures.

## Apparence physique
Dans la série, Emily est brune et a les yeux marron. Elle a un corps d'athlète, mais elle est très mince. 
Dans les livres, c'est une jeune fille aux cheveux blonds-roux décolorés par le chlore.

## Personnalité
Emily est la plus calme, timide et gentille du groupe. Elle voit toujours le bien chez les autres - ce qui la rend très naïve (surtout lorsqu'il s'agit d'Alison). Elle tombe facilement amoureuse et est très passionnée. Parmi les quatre filles, elle est celle qui pardonne le plus et est aussi très loyale. Elle est devenue la plus courageuse des filles, elle devient la leadeuse des enquêtes. 

## Comparaisons entre l'Emily des livres et l'Emily de la série
- Dans les livres, Emily a un frère (Jake) et deux sœurs aînés (Carolyn et Beth) tandis que dans la série, elle est fille unique.
- Dans les livres, ses parents s'appellent Kathleen et Ryan tandis que dans la série, ils s'appellent Pam et Wayne.
- Dans les livres, il est laissé entendre que sa mère est raciste, alors que dans la série, sa mère est homophobe.
- Pam travaille au poste de police dans la série, mais pas dans le livre.
- Dans la série, Emily est lesbienne tandis que dans les livres, elle est bisexuelle.
- Dans les livres, Emily fait une pause dans sa carrière de nageuse après qu'elle est accidentellement tombée enceinte ; à l'insu de la plupart des membres de sa famille, elle a secrètement donné naissance à sa fille et l'a faite adopter. Cette histoire n'a pas été mentionnée dans la série.
- Dans la série, son petit ami Ben l'a presque violée ce qui mène à la rupture alors que dans les livres, Ben et Emily se séparent après que Maya et Emily se sont embrassées lors de la fête de Noel Kahn; bien que Ben ait essayé de violer Emily dans les vestiaires après son entraînement de natation. C'est Toby qui sauve alors Emily, c'est le début de leur amitié.
- Dans les livres, Maya et Emily se séparent après qu'Emily a flirté avec Trista (qui n'existe pas dans la série). Tandis que dans la série, Maya a été assassinée par Lyndon James.
- Dans les livres, étant bisexuelle, elle sort et perd sa virginité avec Isaac Colbert. Dans la série, il n'y a pas d'Isaac.

## Sources
- Cet article est partiellement ou en totalité issu de l'article intitulé « Emily Fields (Les Menteuses) » (voir la liste des auteurs).